# Нај, нај
Нај, нај је девети албум Стоје. Издат је 2009. године. Издавачка кућа је Grand Production, а продуценти Дејан Абадић и Злаја Тимотић.

## Песме
1. Ноћна мора
2. Да ли си за секс
3. Џек
4. Замало
5. Јача него пре
6. Нај, нај
7. Сплав II
8. Волим те